# Satan (zespół muzyczny)
Satan to zespół heavymetalowy powstały w 1979 w Newcastle, w Anglii należący do nurtu Nowej fali brytyjskiego heavy metalu (NWOBHM). Pomimo że zespół jest mało znany, uważany jest za znaczący, ze względu na zaawansowaną, jak na lata 80., muzykę thrashowo-speedmetalową.

## Historia zespołu
Zespół miał wielu członków i przez pierwszy okres istnienia zmieniał nazwę trzykrotnie wydając płyty jako Satan (1983, Court in the Act; 1987, Suspended Sentence; 2013, Life Sentence), Blind Fury (1985, Out of Reach) i Pariah (1988, The Kindred; 1989, Blaze of Obscurity; po reaktywacji, 1998, Unity). Ponadto w 1988 nazywał się The Kindred.
Członkowie zespołu udzielali się także w innych zespołach, takich jak: Blitzkrieg, Atomkraft, Persian Risk, Cronos, Battleaxe. W 1990 gitarzysta Steve Ramsey i basista Graeme English założyli wspólnie z wokalistą Martinem Walkyierem zespół Skyclad.
W 2011 pierwotni członkowie reaktywowali zespół jako Satan. Po dwóch latach koncertów, w 2013 roku, wydali płytę Life Sentence.

## Członkowie
- Steve Ramsey – gitara elektroniczna (1979–1984, 1985–1988, 2004, od 2011)
- Russ Tippins – gitara elektroniczna (1979–1984, 1985–1988, 2004, od 2011)
- Graeme English – gitara basowa (1980–1984, 1985–1988, 2004, od 2011)
- Sean Taylor – perkusja (1983–1984, 1985–1988, od 2011)
- Brian Ross – wokal (1983–1984, 2004, od 2011)

## Dyskografia

### Albumy
- Court in the Act (jako Satan, Neat 1983)
- Out of Reach (jako Blind Fury, Roadrunner 1985)
- Suspended Sentence (jako Satan, S.P.V. 1987)
- The Kindred (jako Pariah, Steamhammer 1988)
- Blaze of Obscurity (jako Pariah, S.P.V. 1989)
- Unity (jako Pariah, 1998)
- Life Sentence (jako Satan, Listenable 2013)
- Atom by Atom (jako Satan, Listenable 2016)
- Cruel Magic (jako Satan, Metal Blade Records 2018)

### Single
- "Kiss of Death" (Guardian 1982)

### Dema
- The first demo (1981)
- Into the Fire (1982)
- Dirt Demo '86 (1986)

### EPki
- Into the Future (Steamhammer 1986)

### Kompilacje / albumy koncertowe
- Blitzkrieg in Holland (Metal Nation 2000)
- Live in the Act (Metal Nation 2004)
- The Early Demos (Death Rider Records 2011)